# Västmanland
Västmanland(Vestmannia) là một trong những tỉnh truyền thống của Thụy Điển (landskap).
Cũng giống như các tỉnh của Thuỵ Điển hiện nay không còn chức năng hành chính. 
Khu vực này có một thung lũng với phong cảnh tươi đẹp ở phía đông nam, nâng cao dần lên phía bắc đến rìa quận Bergslagen, với nhiều đồi núi và nhiều con sông như Arboga, Kolbäcks và một số con sông nhỏ khác.  
Diện tích của Västmanland là 2.554 dặm vuông (6.614 km vuông), có dân số ước tính là 261.005 người năm 2005. 